# Ticket Edmondson
Pour les articles homonymes, voir Edmondson.

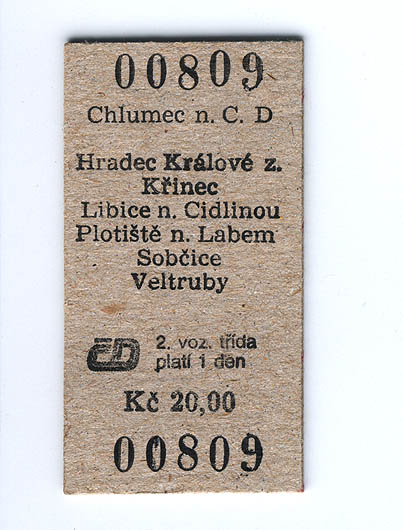
Ticket des Chemins de fer tchèques

Le ticket Edmondson est un système d'enregistrement des paiements, introduit dans les années 1840.
Ce ticket porte le nom de son inventeur, Thomas Edmondson, qui créa ce système en Angleterre et introduit ce système au sein de la compagnie Manchester and Leeds Railway (en). Auparavant, les titres de transports étaient rédigés à la main au fur et à la mesure par les employés des compagnies de chemin de fer, comme c'était l'usage pour les diligences. Cette méthode chronophage créa de longues files d'attente dans les gares très fréquentées.
Un moyen plus rapide était nécessaire : Edmondson propose de préimprimer les billets. La numérotation de ces billets empêchait les employés peu scrupuleux d'empocher les billets ou les recettes, car à la fin de chaque journée, il suffisait de soustraire le numéro de série du premier billet vendu pour chaque destination du dernier pour voir le nombre de billets vendu, qui devait désormais être reconcilié avec la recette.
Le système Edmondson s'est généralisé avec la création du Railway Clearing House en 1842, devenant « l'élément standard essentiel ».

## Billets Edmondson au Royaume-Uni
Les billets ont été imprimés sur du carton découpée à des dimensions standardisés 31 x 57.2mm, avec une épaisseur nominale de 0.79mm. L'ensemble du système, de l'impression au stockage en vrac en passant par les racks de tickets, la datation et l'émission, était basé sur ces mesures. Bien qu'il existait une petite variation (métrique à 30 x 57 x 0.75 mm par exemple), cette standardisation reatait un élément essentiel du système.

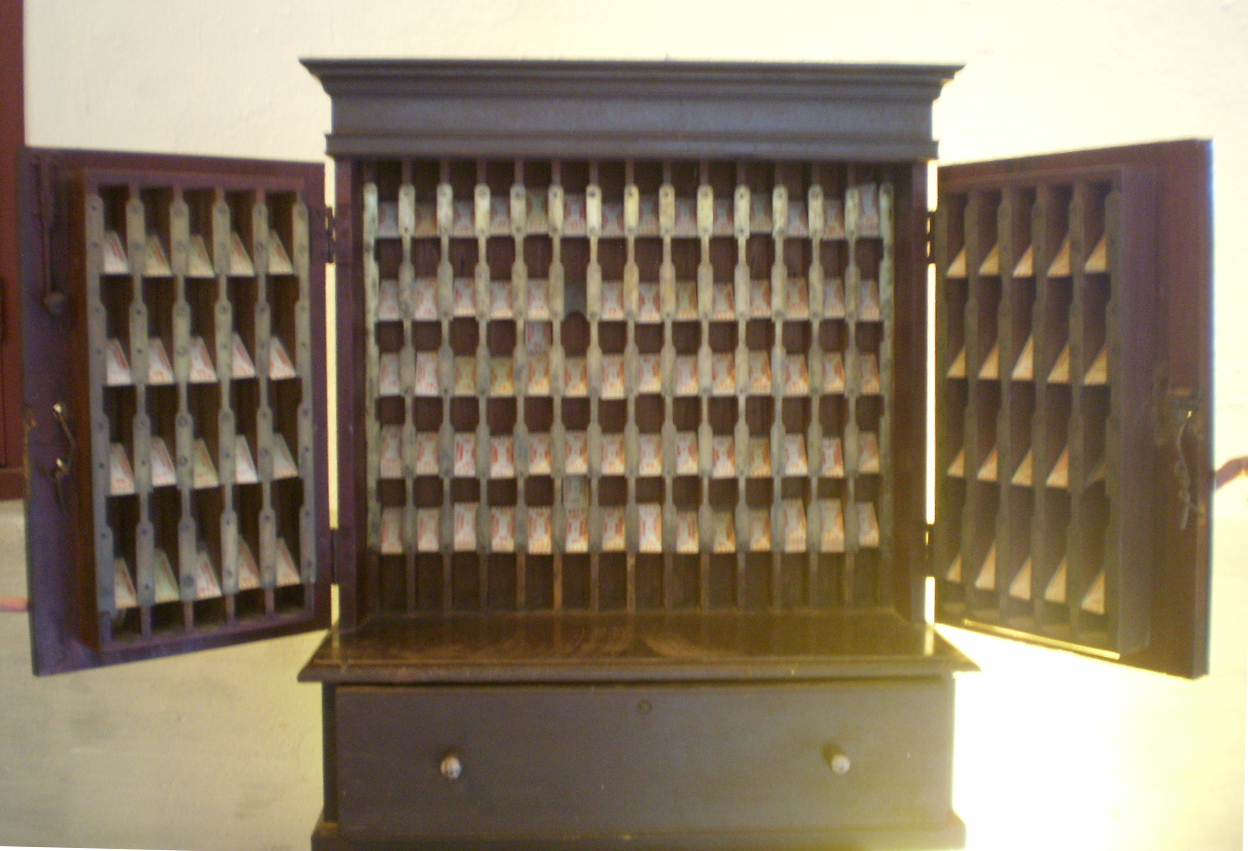
Cabinet pour les billets Edmondson, gare Sapucai, FCPCAL, Paraguay.

Les billets de chaque série étaient numérotés individuellement. Lorsqu'un billet était émis, il était horodaté par une machine. Les billets pour différentes destinations et de différents types étaient stockés dans une armoire verrouillable où le plus petit nombre restant de chaque numéro était visible. Différentes couleurs et motifs ont permis de distinguer les différents types de billets.
Le centre d'impression centralisé de British Rail à Crewe possédait un certain nombre de presses fournies par la firme Waterlow and Sons avant 1900 qui répondaient à sa demande annuelle de 320 millions tickets. La dernière presse a été éteinte en 1988 et l'utilisation des billets Edmondson par British Rail a complètement cessé en février 1990 après avoir été remplacée par des billets au format des cartes de credit.
Pour intéresser les collectionneurs, même les plus petites gares auraient un stock de billets pré-imprimés pour les trajets aller simple et aller-retour, pour adultes et enfants vers de nombreuses gares locales et Londres, avec un stock "vierge" également disponible pour les trajets pour lesquels aucun stock pré-imprimé n'était disponible.
Le système Edmondson est, en 2021, encore utilisé sur de nombreux chemins de fer historiques tels le Chemin de fer-musée Blonay-Chamby.

## Utilisation dans d'autres pays
Le système Edmondson a été largement utilisé dans les pays européens tels que Autriche, Belgique, Pays-Bas, Tchécoslovaquie, Roumanie, France, Allemagne , Hongrie, Italie (jusqu'au milieu de 1995), Union soviétique,Pologne et Suisse, et en dehors de l'Europe, par exemple en Australie  et Argentine. L'utilisation des billets Edmondson a cessé dans la plupart des pays dans les années 1980 ou 1990.
En Suisse, les billets Edmondson étaient émis jusqu'en décembre 2007 dans certaines gares, notamment de la RhB. En 2021, les billets Edmondson sont toujours imprimés et distribués (également via commande Internet) par Druckerei Aeschbacher à Worb (Berne/Suisse).
Bien qu'ils ne soient plus utilisés sur les chemins de fer principaux en Australie, les billets Edmondson sont toujours émis par de nombreux chemins de fer historiques et touristiques ; le Puffing Billy Railway imprime ses propres billets d'Edmondson, avec cinq machines d'impression de billets, dont un original d'Edmondson en état de marche. Il imprime des billets pour la plupart des chemins de fer historiques en Australie.
En Tchécoslovaquie, il y avait deux imprimeries qui imprimaient des billets Edmondson, la première à Prague de 1898 à 1999, la seconde à Vrútky, toutes deux appartenant à la maison d'édition nationale des transports NADAS, depuis privatisée comme NADAS AFGH s. r. o. (Ltd.). En 1993, la Tchécoslovaquie s'est scindée en République tchèque et en Slovaquie et la compagnie nationale des chemins de fer ČSD a été divisée en České dráhy (ČD) et Železnice Slovenskej republiky (ŽSR). L'imprimerie de Prague a produit 50 000 billets par jour. Depuis 1999, ČD a cessé de commander ces billets et la production s'est arrêtée. En 1999, la nouvelle société privée de chemins de fer à voie étroite Jindřichohradecké místní dráhy(JHMD, Chemins de fer locaux des environs de Jindřichův Hradec) a acheté les accessoires de la machine à Prague et, depuis 2000, elle gère sa propre imprimerie à Kamenice nad Lipou, pour son propre usage et pour des voyages nostalgiques sur ČD et un certain nombre de chemins de fer-musée. La JHMD possède l'une des deux machines d'impression Goebl existantes de 1895 dans le monde, ainsi que quatre machines plus récentes. Dans les années 80, dans dix des plus grandes gares de Tchécoslovaquie, des machines d'impression mécaniques spéciales étaient utilisées, qui imprimaient les billets au format Edmondson.
Ils sont encore utilisés au Paraguay par le Ferrocarril Presidente Don Carlos Antonio Lopez, devenu en 2011 les Ferrocarriles del Paraguay SA (2011).
Les Sri Lanka Railways appartenant au gouvernement utilisent des machines d'occasion achetées aux Pays-Bas pour imprimer leurs billets.
Au Japon, la plupart des billets de train locaux conservent le format Edmondson. Il s'agit de titres de transport magnétiques modernes émis par des distributeurs automatiques, poinçonnés par les portillons automatiques d'entrée des gares et collectés aux portillons de sortie. Dans certaines gares rurales, le poinçonnage manuel par les employés des chemins de fer est encore pratiqué.
En raison de l'occupation japonaise de la Corée, la Corée du Sud utilisait les billets Edmondson pour certains types de trains jusqu'à l'introduction de l'informatique dans l'émission des billets. Dans certaines lignes locales et trains de niveau inférieur, le format Edmondson a été utilisé même après l'informatisation pendant un certain temps avant que les billets en forme de carte à bande magnétique ne soient utilisés. Le ticket était généralement poinçonné à la main par les employés à la porte d'embarquement, qui est désormais remplacé par le processus Trust system.
Sur les lignes de 'l'administration des chemins de fer du Taiwan', les billets pour les trains locaux conservent également le format Edmondson comme au Japon. Les billets réservés sur les billets Tze-Chiang express et train à grande vitesse  ont un format plus grand. Certaines lignes touristiques (par exemple la ligne Pingxi) utilisent encore des billets Edmondson. Dans certains cas, la combinaison des noms de gare sur le billet est interprété comme de bon augure, ce qui en fait un .

## Galerie de photos

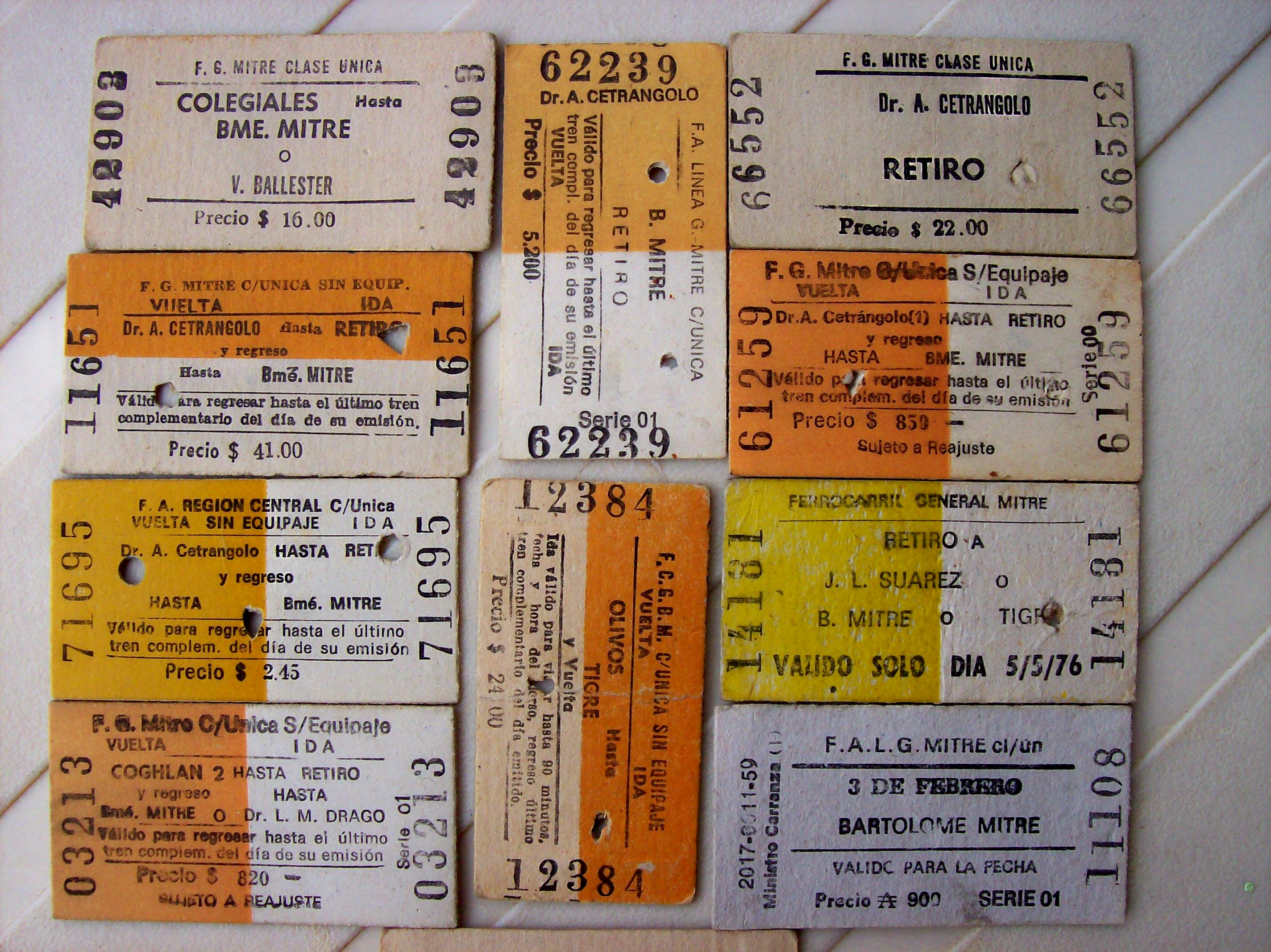
Tickets d'Argentine
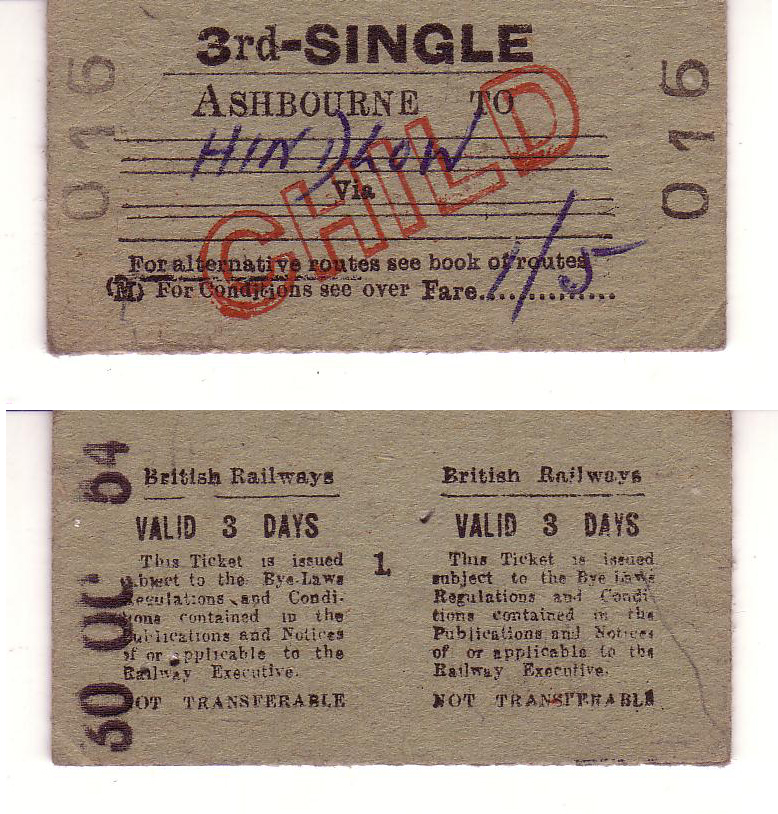
Tickets du Royaume-Uni